# Deszk
Deszk es un pueblo húngaro perteneciente al distrito de Szeged, condado de Csongrád-Csanád.

## Superficie
Cuenta con una superficie de 52,05 km².

## Demografía
Hasta 2024 la población era de 3948 habitantes, con una densidad de población de 75,85 hab/km².
| Gráfica de evolución demográfica de Deszk entre 2020 y 2024 |
|                                                             |
| Datos según la Oficina Central de Estadística de Hungría.   |